# Зеркалеев, Иван Семёнович
Иван Семёнович Зеркалеев (? — ?) — российский государственный деятель, иркутский гражданский губернатор в 1819—1821 годах, иркутский вице-губернатор в 1814—1822 годах, действительный статский советник.

## Биография
Происходил из малороссийских дворян.
Поступил на военную службу в 1775 году. Прибыл в Иркутск 9 сентября 1783 года. Служил чиновником в Иркутском наместничестве. Был губернским секретарём Палаты уголовного суда. Состоял в Палате гражданского суда. В чине коллежского советника — председатель Гражданской палаты. В 1809—1833 годах — председатель Иркутской казённой палаты.
Иркутский вице-губернатор с 1814 по 1822 год. После отстранения от должности 17 сентября 1819 года Н. И. Трескина исправлял должность губернатора вплоть до назначения на неё 4 августа 1821 года И. Б. Цейдлера (указ об этом прибыл в Иркутск 8 сентября). С 1831 года — действительный статский советник. В 1833 году последний раз упоминается в списках офицерам по старшинству.

## Награды
- Орден Святого Владимира IV и III степени.
- Орден Святой Анны II степени с алмазными знаками.